# Empolainament social
L'empolainament social és un comportament en què els animals socials, inclosos els humans, netegen o mantenen el cos o l'aparença dels altres. Un terme relacionat, empolainament mutu, indica l'empolainament social entre membres de la mateixa espècie.
L'empolainament és una activitat social important i un mitjà pel qual els animals que viuen molt a prop poden unir-se, reforçar les estructures socials i els vincles familiars, i crear companyonia. L'empolainament social també s'utilitza com a mitjà de resolució de conflictes, comportament matern i reconciliació en algunes espècies.
L'empolainament mutu generalment descriu l'acte d'empolainament entre dos individus, sovint com a part de l'empolainament social, vincles de parella o una activitat precoital.

## Avantatges evolutius
Hi ha una varietat de mecanismes proposats pels quals s'ha plantejat la hipòtesi de la conducta de l'empolainament social per augmentar la forma física. Aquests avantatges evolutius poden venir en forma de beneficis per a la salut, com ara la reducció de la transmissió de malalties i els nivells d'estrès, el manteniment de les estructures socials, i la millora directa de la condició física com a mesura de supervivència.

### Beneficis per a la salut
Sovint s'argumenta sobre si la importància general de l'empolainament social és millorar la salut i la higiene d'un organisme o si la vessant social de l'empolainament social té un paper igual o més important. Tradicionalment, es pensa que la funció principal de l'empolainament social és el manteniment de la higiene d'un animal. L'evidència que recolza aquesta afirmació inclou el fet que tot l'empolainament es concentra en les parts del cos que són inaccessibles per l'autoempolainament, i que la quantitat de temps dedicat a les regions d'empolainament mutu no va variar significativament encara que la part del cos tingués una funció social o comunicativa més important.
S'ha demostrat que el comportament d'empolainament social produeix una sèrie de beneficis per a la salut en una varietat d'espècies. Per exemple, la connexió dels membres del grup té el potencial de mitigar els efectes potencialment nocius dels estressors. En els macacos, s'ha demostrat que l'empolainament social redueix la freqüència cardíaca. Es va demostrar que l'afiliació social durant un estrès lleu es correlaciona amb nivells més baixos de desenvolupament del tumor mamari i una vida útil més llarga a les rates, mentre que es va demostrar que la manca d'aquesta afiliació era un factor de risc important.
- Dos llops vermells adults empolainant un jove
- Un gat mascle empolainant una gateta femella

D'altra banda, es podria argumentar que l'aspecte higiènic de l'empolainament mutu no juga un paper tan important com l'aspecte social. Els estudis observacionals realitzats en 44 espècies de primats diferents suggereixen que el nombre de vegades que una espècie s'empolaina, de mitjana, es correlaciona amb la mida del seu grup més que amb la mida del seu cos. Si es requeria l'empolainament mutu des d'un punt de vista purament higiènic, aleshores com més gran sigui un animal, més i més sovint seria netejat pels membres del seu grup. No obstant això, s'ha vist que quan la mida del grup augmenta, els membres s'asseguren que dediquen una quantitat adequada de temps a empolainar a tothom. Per tant, el fet que els animals, en particular els primats, s'entretinguin amb més freqüència del necessari des d'un punt de vista higiènic, suggereix que l'aspecte social de l'empolainament mutu té un paper igual, si no més, important. Un altre punt d'evidència de la importància de l'aspecte social és que, en comparació amb com i quan es neteja un primat (autoempolainament), l'empolainament mutu implica períodes més llargs i diferents tècniques, algunes de les quals tenen connotacions de gestos afectuosos.

### Reforçament de l'estructura social i construcció de relacions

#### Creació i manteniment de vincles socials
Una de les funcions més crítiques de l'empolainament social és establir xarxes i relacions socials. En moltes espècies, els individus formen connexions socials estretes anomenades «amistats» a causa dels llargs períodes que passen junts fent activitats. En els primats, especialment, se sap que l'empolainament té un significat social i una funció important en la formació i manteniment d'aquestes amistats. Els estudis realitzats en macacos rhesus van mostrar que les exploracions de ressonància magnètica funcional (fMRI) del cervell dels micos s'il·luminen més significativament a l'escorça perirhinial (associada amb el reconeixement i la memòria) i el lòbul temporal (associat amb el processament/anàlisi social i emocional) quan als micos se'ls va mostrar imatges de les cares dels seus amics, en comparació amb quan se'ls mostrava cares menys conegudes. Per tant, els primats reconeixen individus coneguts i estimats («amics») i dediquen més temps a empolainar-los que els companys menys afavorits. En espècies amb un estil social més tolerant, com la mona de Gibraltar, s'observa que les femelles trien els seus companys d'empolainament en funció de qui coneixen millor que no pas pel rang social. A més dels primats, animals com els cérvols, les vaques, els cavalls, els talpons, els ratolins, els suricates, els coatís, els lleons, els ocells i els ratpenats també formen vincles socials mitjançant el comportament de l'empolainament.

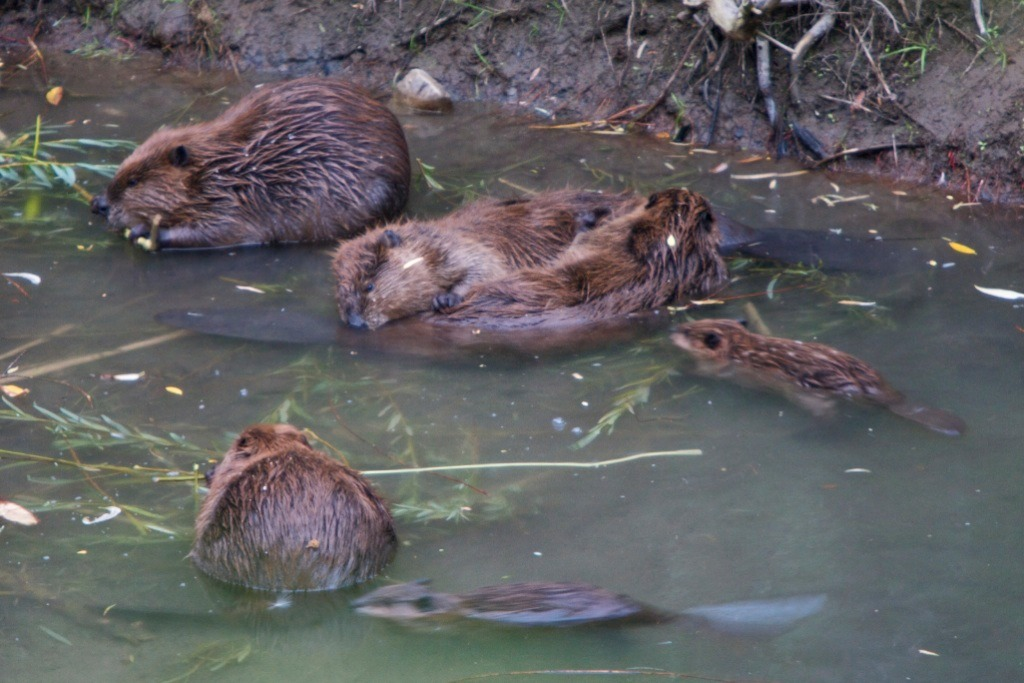
Família de castors americans, empolainant-se mútuament
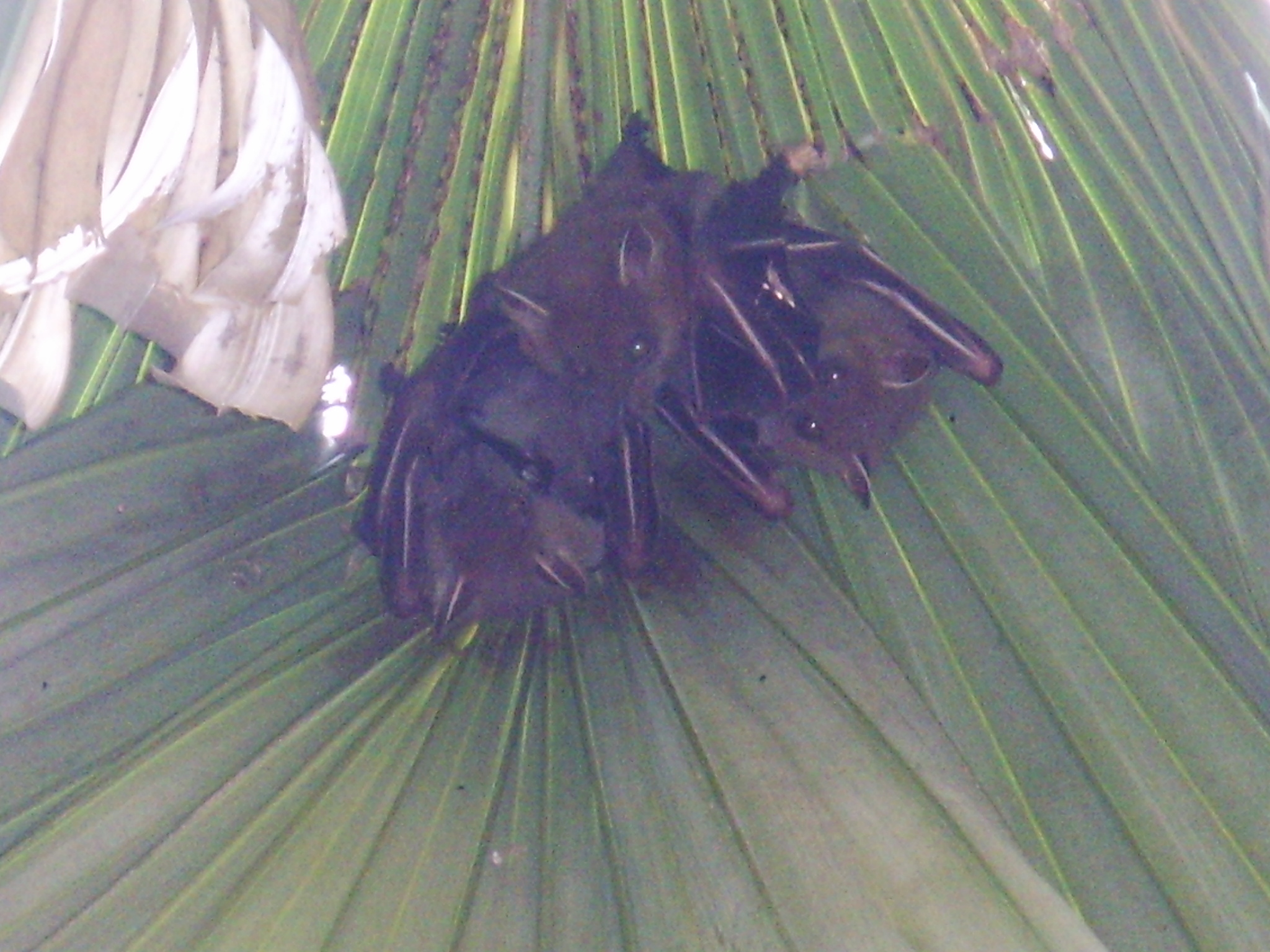
Ratpenats frugívors de nas curt gros en un grup molt unit

L'empolainament social també pot servir per establir i reconèixer parelles o parelles amoroses. Per exemple, en els ratpenats frugívors de nas curt gros, les femelles inicien l'empolainament amb els mascles just abans del vol al capvespre. El mascle i el seu harem femení estret alliberen secrecions corporals l'un sobre l'altre, cosa que els pot permetre reconèixer l'estat reproductiu de la femella. Un estudi de 2016 de Kumar et al. van analitzar químicament aquestes secrecions, arribant a la conclusió que poden ser necessàries en la comunicació mediada per quimiosensors i en l'elecció de la parella. De la mateixa manera, en l'Apodemus uralensis menys agressiu, s'observa que els mascles empolainen les femelles durant més temps i fins i tot permeten que les femelles no corresponguin. Atès que les demandes d'aparellament dels mascles són més grans que les que ofereixen les femelles, les femelles utilitzen l'empolainament social per triar parella i els mascles l'utilitzen per incitar a l'aparellament.
Finalment, la selecció dels familiars no és un factor tan important com l'amistat o la preferència de la parella a l'hora d'escollir una parella com es pensava anteriorment. En un estudi del 2018 sobre ximpanzés en captivitat, Phelps et al. va trobar que els animals recordaven les interaccions que van tenir «èxit» o «infructuoses» i les utilitzaven com a base per triar els companys d'empolainament; van triar els companys d'empolainament en funció de qui correspondria més que de qui no. Més important encara, si el retard entre dos ximpanzés que s'empolainen mútuament és molt petit, aleshores els ximpanzés tendeixen a «coincidir amb el temps»; és a dir, el segon empolainador neteja el primer durant la mateixa quantitat de temps que ell/ella va ser empolainat. Aquesta «memòria episòdica» requereix una quantitat exigent de funció cognitiva i reconeixement emocional, i s'ha provat experimentalment pel que fa a les preferències alimentàries, on els simis van triar entre aliments peribles saborosos i no peribles no saborosos amb retards més curts i més llargs respectivament després de provar el menjar. Per tant, els simis poden distingir entre diferents esdeveniments que es van produir en diferents moments.

#### Reforçament de la jerarquia i de l'estructura social

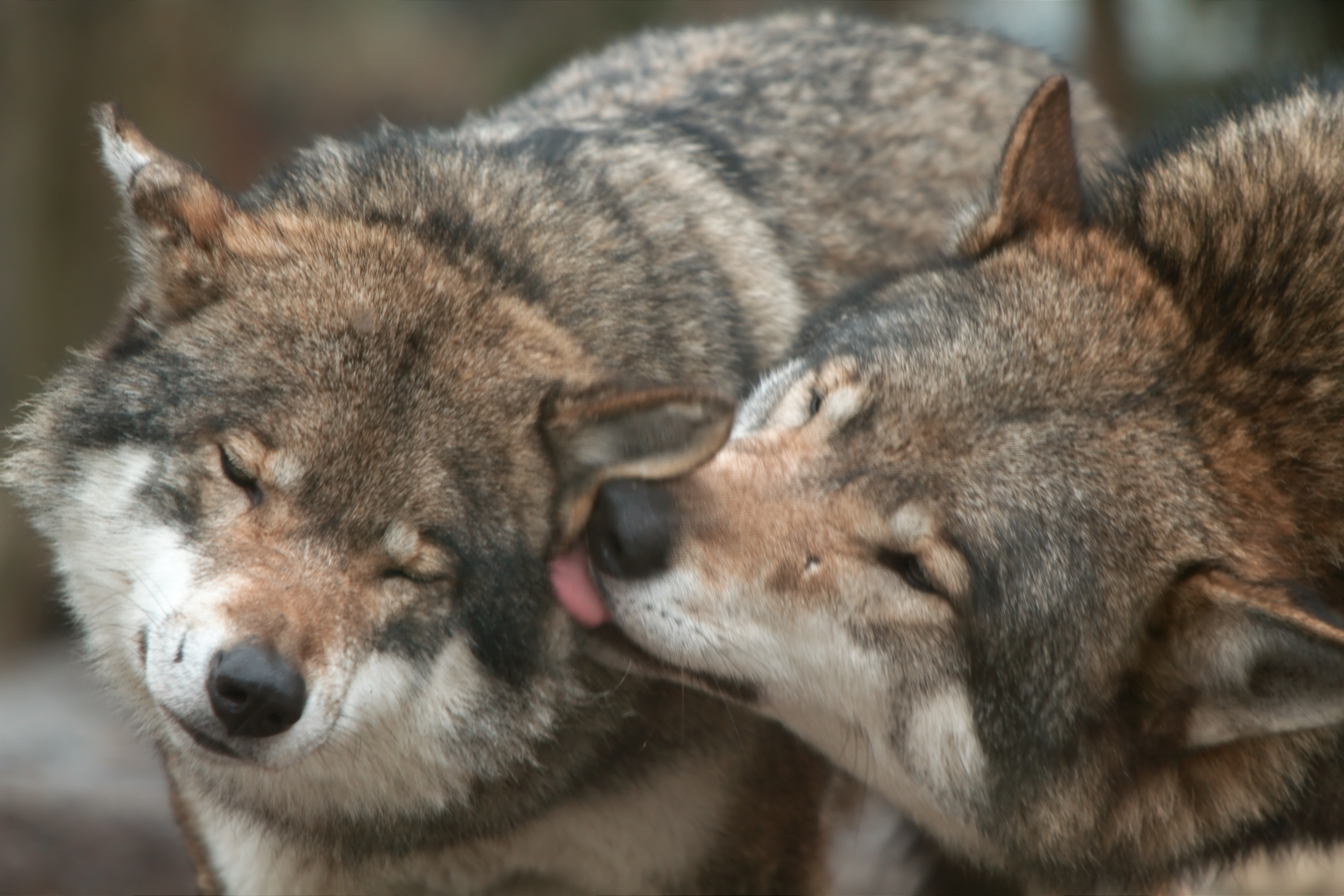
Llop llepant per indicar l'estatus social

En general, l'empolainament social és una activitat que es dirigeix cap amunt de la jerarquia, és a dir, un individu de rang inferior empolaina un individu de rang més alt del grup. En les suricates, s'ha demostrat que l'empolainament social té el paper de mantenir relacions que augmenten la forma física. Els investigadors han observat que en aquest sistema, els mascles dominants reben més empolainament mentre que els altres menys, indicant així que els mascles menys dominants empolainen individus més dominants per mantenir les relacions. En un estudi realitzat sobre macacos rhesus, es va veure que els membres del grup més dominants eren «acariciats» més del que «se'ls escollien» quan es va empolainar, en comparació amb els membres del grup de rang inferior. Des d'un punt de vista utilitari, l'acariciament és una tècnica menys eficaç que l'empolaiment que la selecció, però s'interpreta com un gest més afectuós. Per tant, es podria fer l'empolainament d'un individu de rang superior per aplacar un potencial agressor i reduir la tensió. A més, els individus més propers en rang tendeixen a empolainar-se més recíprocament que els individus més separats en rang.
S'ha demostrat que les xarxes d'empolainament dels gibons negres contribueixen a una major cohesió i estabilitat social. Els grups de gibons amb xarxes socials més estables van formar xarxes d'empolainament que eren significativament més complexes, mentre que els grups amb xarxes de baixa estabilitat formaven moltes menys parelles d'empolainament.

#### Intercanvi de favors
Sovint, un individu ofereix l'empolainament a canvi d'una determinada resposta o acció de comportament. L'empolainament social és fonamental especialment per als ratpenats vampirs, ja que és necessari que mantinguin relacions de compartir aliments per mantenir el seu comportament de compartir la regurgitació d'aliments. Als macacos del Tibet, els infants són vists com una mercaderia valuosa que es pot canviar per favors; les mares permeten que els individus que no són mares manegin els seus nadons durant períodes curts a canvi de ser empolainades. Els macacos tibetans mesuren i perceben el valor dels nadons observant la proporció relativa d'infants del grup; a mesura que augmenta el nombre de nadons, el seu «valor» disminueix, i també ho fa la quantitat d'empolainament realitzat per les no-mares a les mares a canvi del maneig del nadó.
S'ha suggerit que en els bonobos masculins, l'empolainament s'intercanvia a favor d'algun component emocional perquè l'empolainament d'individus familiars implica diferències de temps més grans (és a dir, la durada durant la qual cada individu empolaina l'altre no és igual) i una reciprocitat reduïda (és a dir, la probabilitat empolainar l'altre és imprevisible). Per tant, la presència d'algun tipus de vincle social entre els individus dona lloc a una major «generositat» i tolerància entre ells.

### Conseqüències directes de la condició física

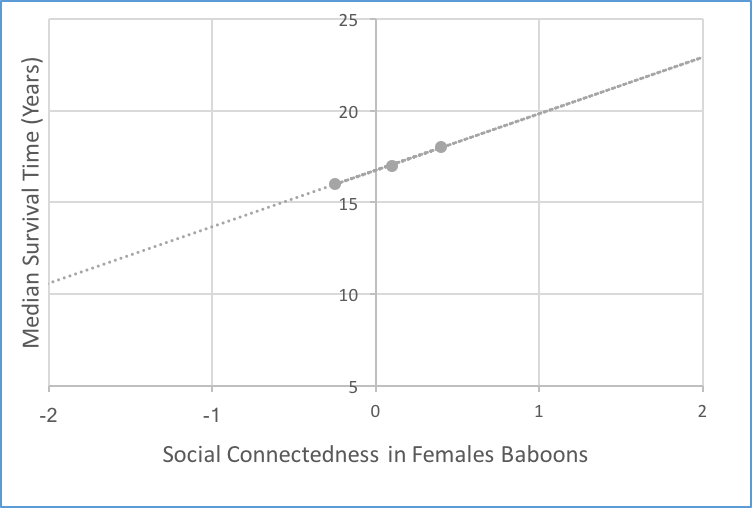
La relació entre el temps mitjà de supervivència i la connexió social en les femelles babuïnes

S'ha demostrat que les relacions d'empolainament social proporcionen beneficis directes de forma física a una varietat d'espècies. En particular, s'ha estudiat àmpliament l'empolainament del papió comú (Papio cynocephalus), amb nombrosos estudis que mostren un augment de la condició física com a resultat dels vincles socials formats a través del comportament d'empolainament social. Un d'aquests estudis, que va recollir setze anys de dades de comportament sobre papions salvatges, va destacar els efectes que la socialitat té en la supervivència de les cries. S'estableix una relació positiva entre la supervivència del nadó fins a un any i un índex de socialitat compost, una mesura de la socialitat basada en la proximitat i l'empolainament social. També s'ha proporcionat evidència de l'efecte de la socialitat en la supervivència dels adults en papions salvatges. Es van modelar les correlacions directes entre les mesures de connexió social (que se centra en l'empolainament social) i el temps mitjà de supervivència tant per a papions femelles com mascles.
Els vincles socials establerts per l'empolainament poden proporcionar un avantatge adaptatiu en forma de resolució de conflictes i protecció contra l'agressió. En els papions de la sabana, es va demostrar que les afiliacions socials augmentaven la condició física augmentant la tolerància dels membres del grup més dominants i augmentant la possibilitat d'obtenir ajuda dels coespecífics durant els casos d'interaccions de concurs dins del grup. En el papió comú, les femelles adultes estableixen relacions amb els seus parents, que ofereixen suport en moments de conflicte violent dins dels grups socials. A les mones de Gibraltar, l'empolainament social dona lloc a la formació de relacions crucials entre els companys. Aquestes relacions socials serveixen per ajudar a la cooperació i facilitar la protecció contra grups combatius formats per altres mascles, que sovint poden causar danys físics. A més, també s'ha demostrat que les relacions socials disminueixen el risc d'infanticidi en diversos primats.

## Altruisme
L'altruisme en el sentit biològic es refereix a una conducta realitzada per un individu que augmenta l'aptitud d'un altre individu alhora que disminueix l'aptitud de qui realitza la conducta. Això difereix del concepte filosòfic d'altruisme, que requereix la intenció conscient d'ajudar un altre. Com a conducta, l'altruisme no s'avalua en termes morals, sinó com a conseqüència d'una acció per a l'aptitud reproductiva. Sovint es qüestiona per què la conducta persisteix si és costosa per a qui la realitza; tanmateix, Charles Darwin va proposar la selecció de grups com el mecanisme darrere dels clars avantatges de l'altruisme.
L'empolainament social es considera una conducta d'altruisme facultatiu; la conducta en si és una pèrdua temporal de l'aptitud física directa (amb potencial d'augment de la condició física indirecta), seguida de la reproducció personal. Aquesta compensació s'ha comparat amb el model del dilema del presoner, i d'aquesta comparació va sorgir la teoria de l'altruisme recíproc de Robert Trivers sota el títol «tit-for-tat». En conjunció amb l'altruisme, la selecció de parentiu fa èmfasi en afavorir l'èxit reproductiu dels parents d'un organisme, fins i tot amb un cost per a la supervivència i la reproducció de l'organisme. Per això, la selecció de familiars és una instància d'aptitud inclusiva, que combina el nombre de descendència produïda amb la quantitat que un individu pot assegurar la producció donant suport a altres, com ara els germans.

### La regla de Hamilton
{\displaystyle rB>C}
Desenvolupada per W. D. Hamilton, aquesta regla regeix la idea que la selecció de parentiu fa que els gens augmentin de freqüència quan la relació genètica (r) d'un receptor amb un actor multiplicada pel benefici per al receptor (B) és més gran que el cost reproductiu per l'actor (C) receptor. Per tant, és avantatjós que un individu participi en comportaments altruistes, com ara l'empolainament social, sempre que l'individu que rep els beneficis de la conducta estigui relacionat amb el que proporciona la conducta.

### Ús com a mercaderia
S'ha qüestionat si alguns animals estan utilitzant comportaments altruistes com a estratègia de mercat per comerciar per alguna cosa desitjable. En els babuïns d'olivera (Papio anubis), s'ha comprovat que els individus realitzen conductes altruistes com una forma de comerç en què es proporciona una conducta a canvi de beneficis, com ara la reducció de l'agressivitat. L'empolainamentes va equilibrar de manera uniforme en múltiples combats en lloc de únics, cosa que suggereix que les femelles no estan obligades a completar intercanvis amb transaccions individuals i utilitzar l'empolainament social per solidificar les relacions a llarg termini amb els dels seus grups socials.
A més, els mascles de gibó de mans blanques (Hylobates lar) estaven més atents a l'empolainament social durant l'estro de les femelles del seu grup. Tot i que el propi comportament de l'empolainament social no va ser beneficiós per a qui presta el servei, l'oportunitat d'aparellar-se i la posterior fecundació augmenta l'aptitud reproductiva dels participants en el comportament. Aquest estudi també va trobar que el rendiment de l'empolainament social ciclava amb el del cicle ovàric femení, de manera similar a un comportament de festeig.

## Ontogènia de l'empolainament social

### Aprenentatge general i reciprocitat de l'empolainament mutu
En la majoria dels casos, l'empolainament mutu és una acció que s'aprèn de la mare d'un individu. Les cries són empolainades per les seves mares i imiten aquestes accions entre elles i les mares quan són joves. Aquesta acció es correspon amb altres membres del grup (no mares o d'un rang diferent) més sovint una vegada que l'individu és un adult completament desenvolupat i pot seguir els patrons d'empolainament normals.

### Diferències en l'aprenentatge per sexe
Els mascles i les femelles d'una espècie poden diferir per saber com, quan i a qui s'ha d'empolainar. En els macacos ursí, les femelles imiten les accions de les seves mares empolainant les seves mares més sovint que els seus homòlegs mascles i empolainant els mateixos membres del grup que les seves mares. Es suggereix que aquest mimetisme indica que l'aprenentatge observacional basat en la identificació en macacos ursí infantils, i les inclinacions de les filles pel mimetisme matern i l'empolainament familiar en comparació amb la inclinació dels fills per l'empolainament esbiaixat pel rang s'ajusta als seus rols socials en els grups, on els mascles adults necessiten aliances per guanyar i mantenir el rang.

## Ús d'eines

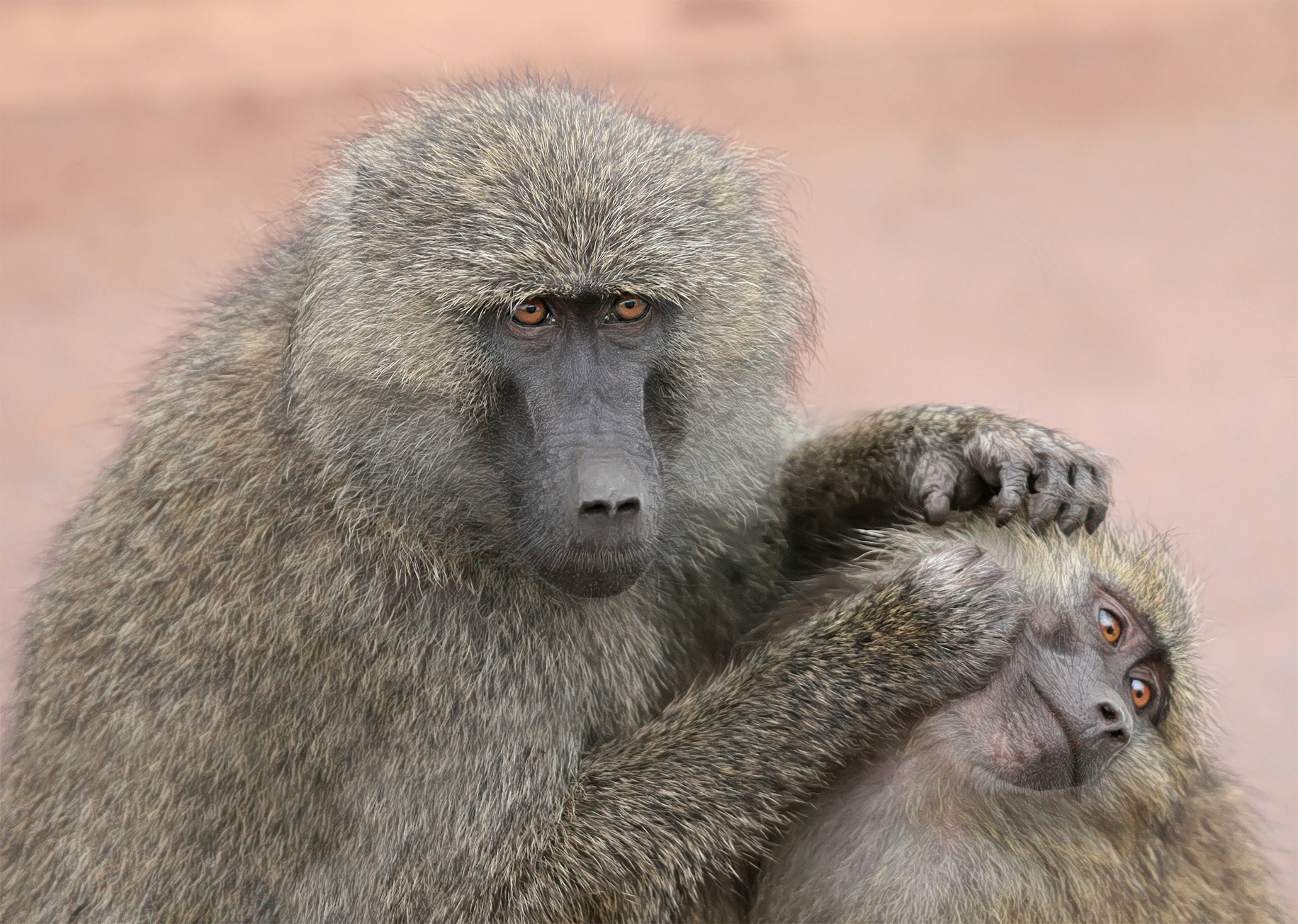
Un papió anubis adult empolainant un jove

En gairebé tots els casos d'empolainament social, els individus utilitzen les seves pròpies parts del cos, com ara les mans, les dents o la llengua, per empolainar un membre del grup o un nadó. És molt rar observar casos d'ús d'eines en l'empolainament social en animals no-humans; tanmateix, s'han observat alguns casos d'aquest tipus en primats. En un estudi observacional de 1981 sobre macacos japonesos a la Universitat de Bucknell, es va veure que una mare macaco escollia una pedra després d'observar diverses pedres a terra i després utilitzava aquesta pedra per empolainar el seu nadó. Es va plantejar la hipòtesi que la pedra s'utilitzava per a distreure el nadó perquè la mare pogués netejar-lo adequadament mentre la seva atenció estava ocupada en un altre lloc. Això va ser recolzat pel fet que el nadó va agafar la pedra un cop la mare la va deixar caure i li va permetre netejar-lo mentre ell hi jugava. Aquest comportament es va veure en alguns altres membres de la colònia, però no es va veure a tota l'espècie. En un altre cas, una ximpanzé femella del Delta Regional Primate Research Center va crear un «raspall de dents» despullant una branca de les seves fulles i va utilitzar aquest raspall de dents per netejar el seu nadó en diversos casos. Tanmateix, tots dos exemples es refereixen a l'ús d'eines en primats, que ja està àmpliament estudiat i recolzat científicament. Les àmplies capacitats de memòria de treball i les capacitats de comprensió causal dels primats els permeten dissenyar i utilitzar eines de manera molt més àmplia que altres animals no-humans. A part de les limitacions físiques i mentals, potser una de les raons per les quals els animals que s'empolainen no utilitzen eines és perquè un dels principals propòsits de l'empolainament social és la vinculació social i implica intercanvis emocionals, gran part dels quals es transmeten pel tacte.

## Empolainament mutu
Molts animals s'empolainen mútuament en forma de carícies, rascades i massatges. Aquesta activitat sovint serveix per eliminar materials estranys del cos per afavorir l'èxit comunitari d'aquests animals socialment actius. Hi ha una gran varietat d'espècies socialment arreu del regne animal, incloent primats, insectes, ocells i ratpenats.
- Una lleona empolainant a una altra

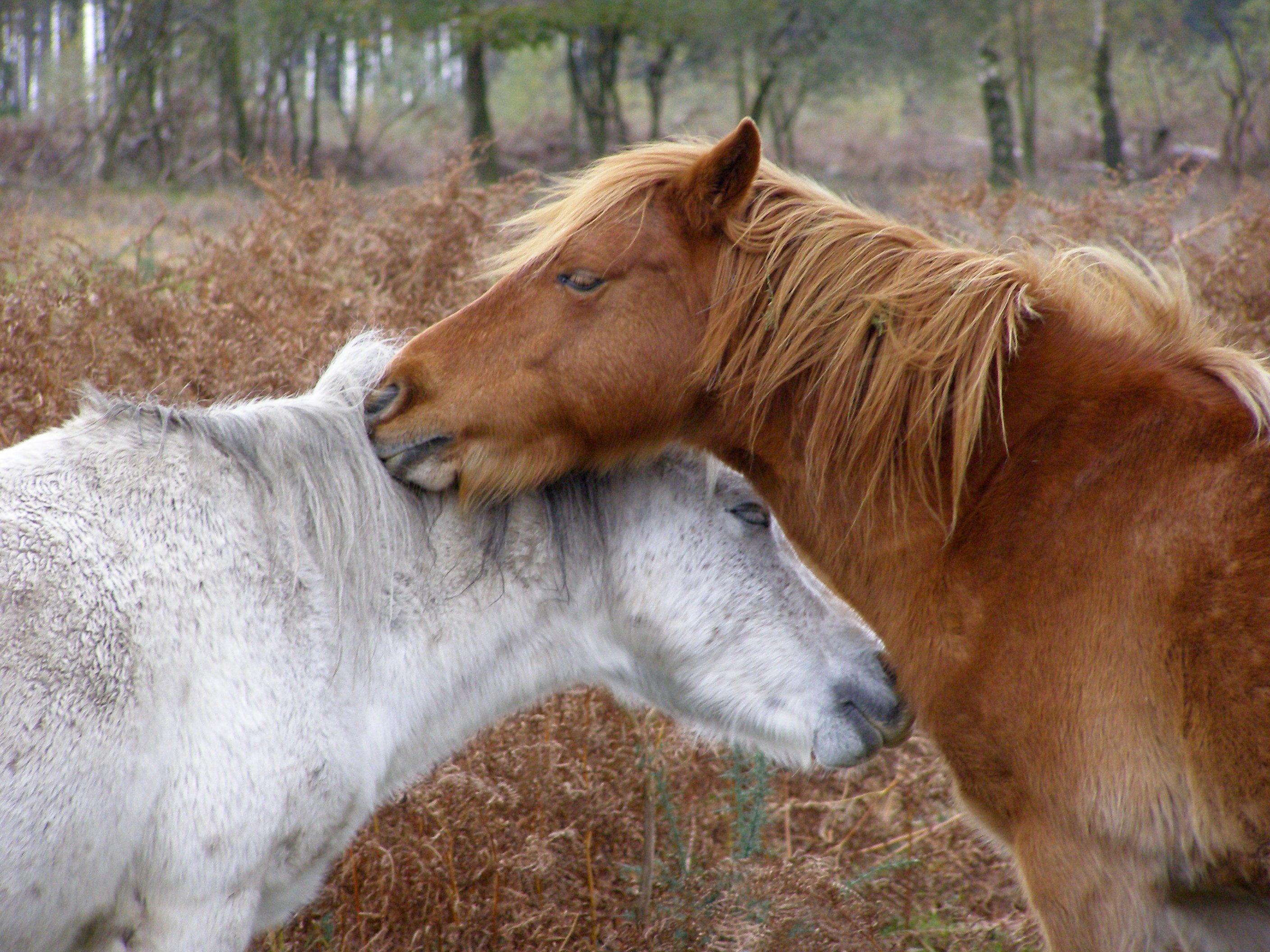
Empolainament mútu entre ponies.

Tot i que encara no s'ha dut a terme una investigació exhaustiva, s'ha après molt sobre l'empolainament social en animals no-humans mitjançant l'estudi dels primats. Es creu que la força impulsora de l'empolainament social dels mamífers es basa principalment en l'adaptació al comportament consolador, així com en propòsits utilitaris en l'intercanvi de recursos com ara menjar, sexe i higiene comunitària.

### Insectes

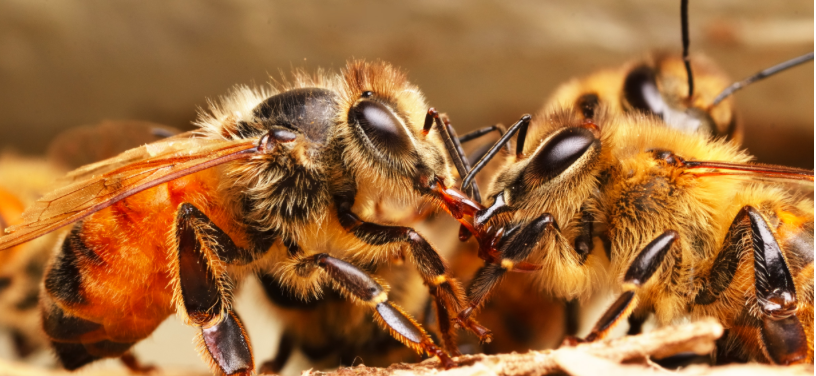
Empolainament entre abelles

En els insectes, l'empolainament sovint té el paper important d'eliminar el material estrany del cos. L'abella, per exemple, es dedica a l'empolainaments ocial netejant les parts del cos a les quals no pot arribar l'abella receptora. L'abella receptora allarga les ales perpendiculars al seu cos mentre li netegen les ales, les parts bucals i les antenes per eliminar la pols i el pol·len. Aquesta eliminació de pols i pol·len permet aguditzar els sentits olfactius, contribuint així al benestar general del grup.

### Ratpenats
Estudis recents han determinat que els ratpenats vampirs es dediquen a l'empolainament social molt més que altres tipus de ratpenats per promoure el benestar del grup. Davant de nivells més alts d'infecció parasitària, els ratpenats vampirs es dediquen a netejar-se els uns als altres, així com a compartir menjar per regurgitació. Aquesta activitat evita la infecció continuada alhora que promou l'èxit del grup.

### Primats
Els primats són potser un dels millors exemples d'empolainament social mutu, a causa de la intensa investigació realitzada sobre els seus diferents estils de vida i la variació directa en els mitjans l'empolainament social entre les diferents espècies. Entre els primats, l'empolainament social té un paper important en el comportament de consol dels animals, per la qual cosa els primats es comprometen a establir i mantenir aliances mitjançant jerarquies de domini i coalicions preexistents, i per a la reconciliació després dels conflictes. Els primats també s'empolainanen socialment en moments d'avorriment, i s'ha demostrat que l'acte redueix la tensió i l'estrès. Aquesta reducció de l'estrès sovint s'associa amb períodes observats de comportament relaxat, i se sap que els primats s'adormen mentre els empolainen. Els investigadors han observat que el conflicte entre primats augmenta l'estrès entre el grup, cosa que fa que l'empolainament mútu sigui molt avantatjòs.
Hi ha beneficis a l'inici de l'empolainament. A canvi, el que comença l'empolainament també serà netejat, obtenint el benefici de ser netejat. La investigació ha descobert que els primats més baixos a l'escala social poden iniciar l'empolainament amb un primat de rang superior per augmentar la seva pròpia posició. S'ha comprovat que en temporades de major conflicte i competència, això és menys probable que es produeixi. Els investigadors han suggerit que els primats poden veure la necessitat d'equilibrar els usos de l'empolainament, canviant entre el seu ús com a mitjà per augmentar la posició social i el seu ús com a mitjà per mantenir-se net.

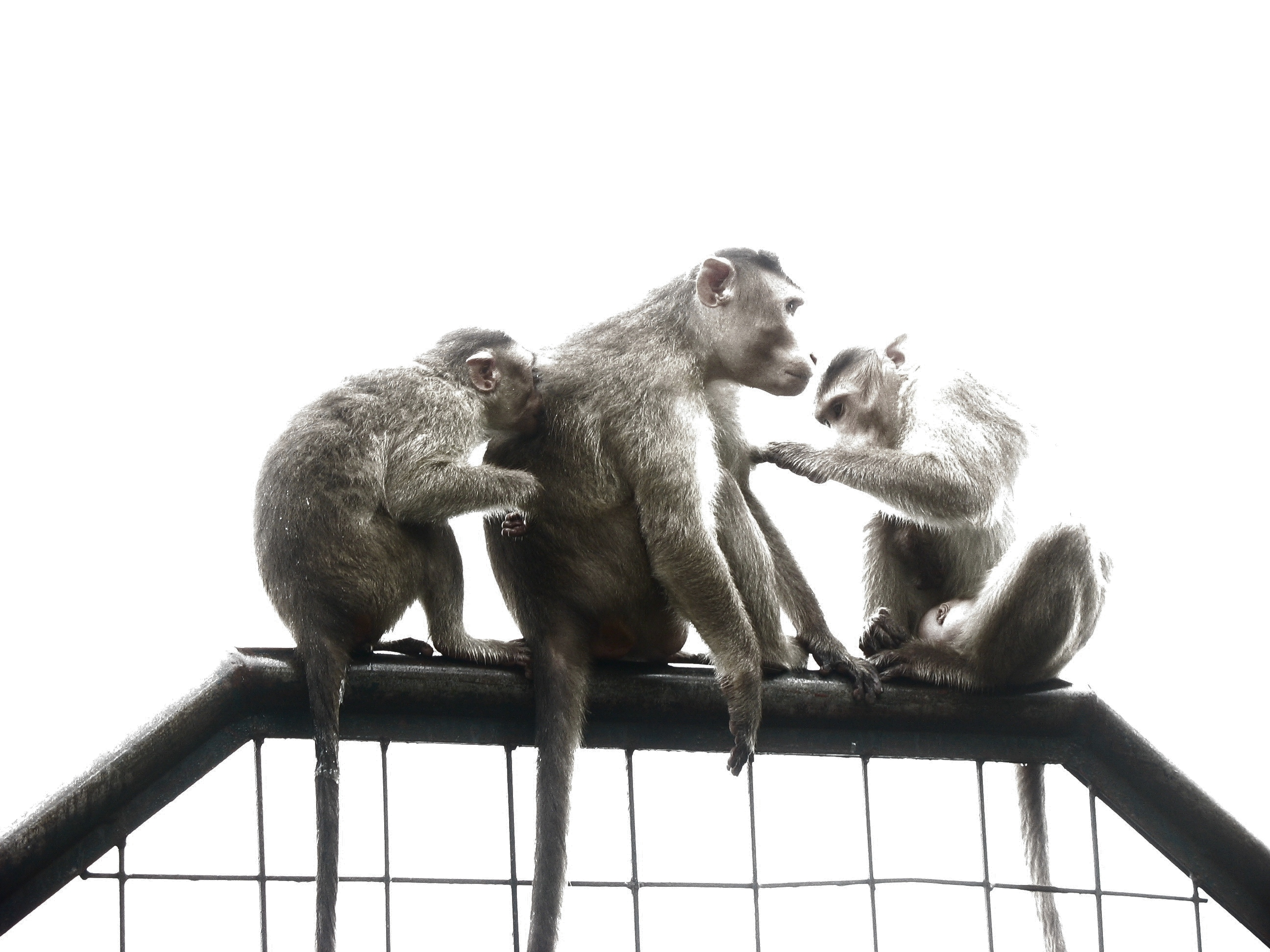
Tres macacos que s'empolainen entre ells
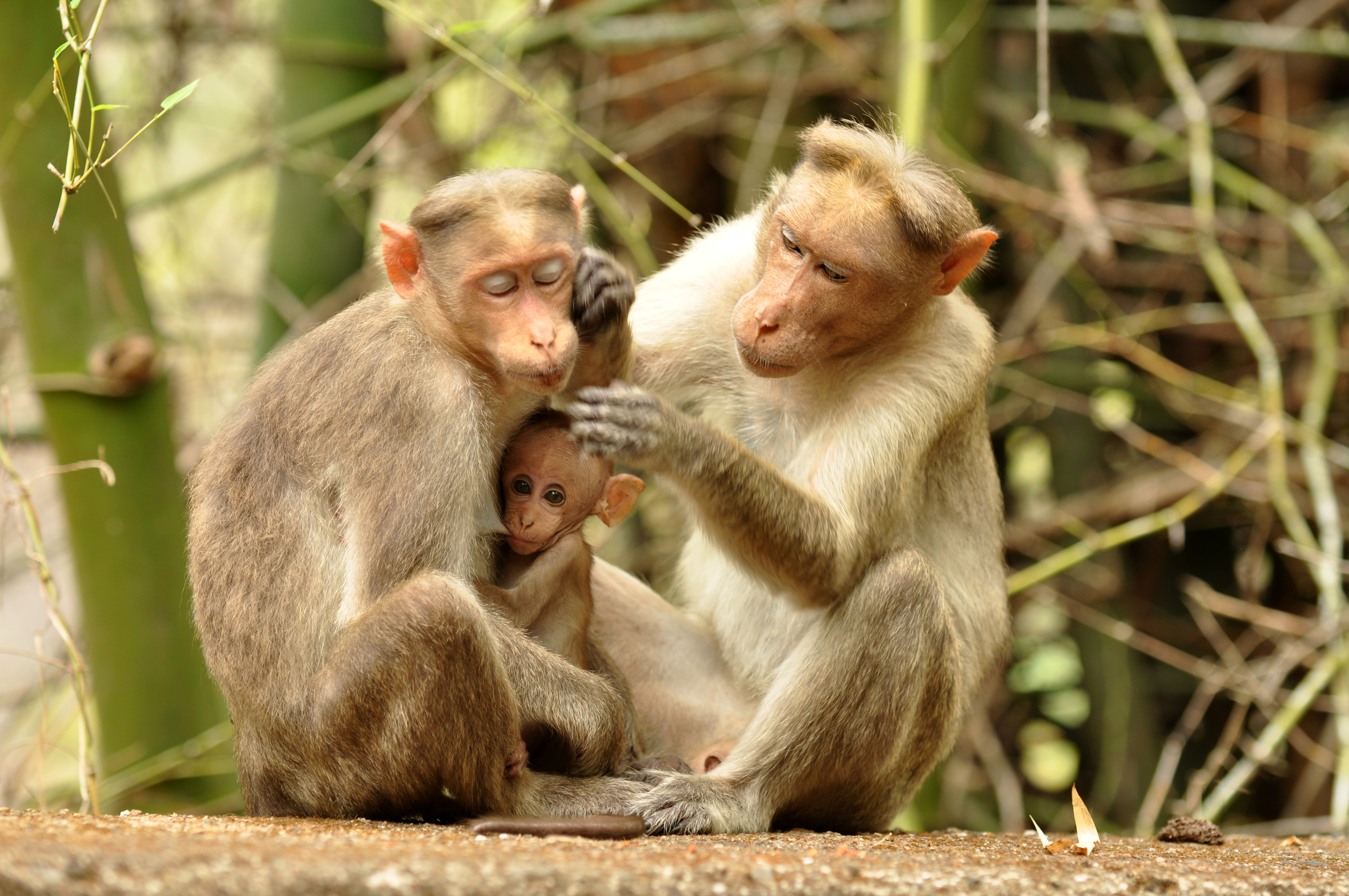
Els macacos japonesos (Macaca fuscata) s'empolainen entre ells al Parc de micos de Jigokudani, a Yamanouchi
- Macacos de capell (Macaca radiata) s'empolainen mútuament.

L'empolainament dels primats no només s'utilitza per a la formació i el manteniment d'aliances, sinó per intercanviar recursos com ara menjar comunal, sexe i higiene. S'ha trobat que els papions salvatges utilitzen l'empolainament social com a activitat per eliminar paparres i altres insectes dels altres; en aquest desparasitament, les zones corporals que reben una atenció important semblen ser les regions on els mateixos babuïns no poden arribar. L'activitat d'empolainament en aquestes regions s'utilitza per eliminar paràsits, brutícia, pell morta i pels enredats per tal d'ajudar a mantenir la salut de l'animal en bon estat malgrat la incapacitat de l'individu per arribar i netejar determinades zones.
El temps que els primats dediquen a l'empolainament augmenta amb la mida del grup, però les mides massa grans dels grups poden provocar una disminució de la cohesió del grup perquè el temps dedicat a l'empolainament generalment es veu afectat per altres factors, que inclouen l'ecològic, la filogenètica i la història de la vida. Per exemple, un article afirma: «Les restriccions cognitives i la pressió de la depredació afecten fortament la mida dels grups i, per tant, tenen un efecte indirecte en el temps d'empolainament dels primats». Mitjançant l'anàlisi de dades anteriors i estudis realitzats sobre aquest tema, els autors van trobar que un grup de primats superior a 40 s'enfrontarà a problemes ecològics més grans i, per tant, el temps dedicat a l'empolainament social es veurà afectat.
Estudis recents sobre ximpanzés han determinat la correlació directa de l'alliberament d'oxitocina amb el comportament consolador. Aquest comportament, a més de l'alliberament, s'ha observat en primats com el Chlorocebus pygerythrus, una espècie de primat que participa activament en l'empolainament social des de la primera infància fins a l'edat adulta. Els germans dels Chlorocebus pygerythrus sovint tenen conflictes sobre l'assignació de l'empolainament per part de la seva mare, però l'empolainament segueix sent una activitat que media la tensió i té un baix cost per a la formació i el manteniment d'aliances. Aquest empolainament es produeix tant entre germans com entre mare i fills.
Estudis recents de macaco menjacrancs han demostrat que els mascles empolainen les femelles per tal de tenir sexe. Un estudi va trobar que una femella té més probabilitats de participar en activitats sexuals amb un mascle si l'ha empolainat recentment, en comparació amb els mascles que no ho han fet.

### Ocells
Els ocells es dediquen a l'empolainament mutu, que els investigadors creuen que crea vincles de parella.

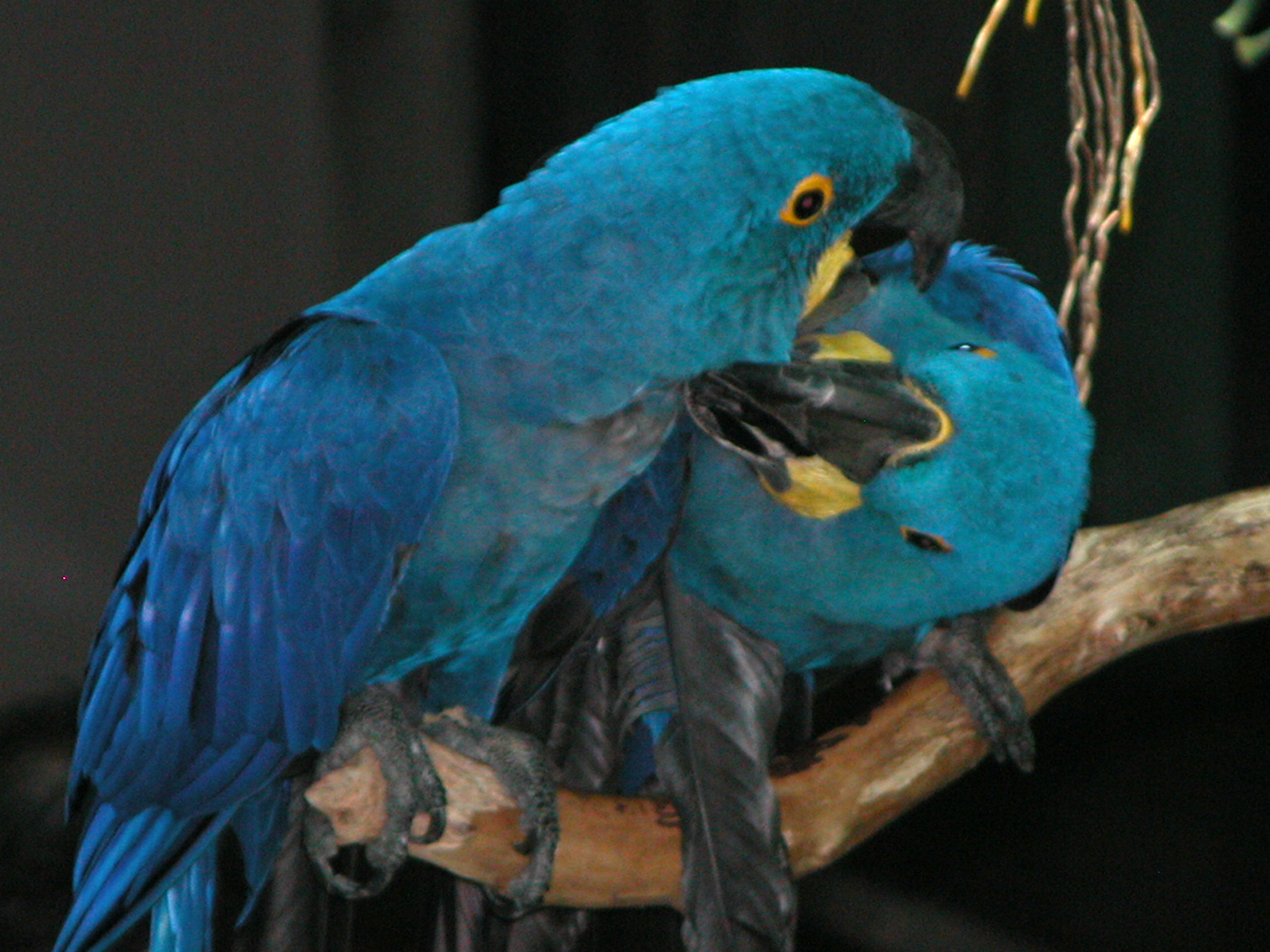
Empolainament mutu de dos guacamais jacint (Anodorhynchus hyacinthinus)
- Periquito femella empolainament el mascle
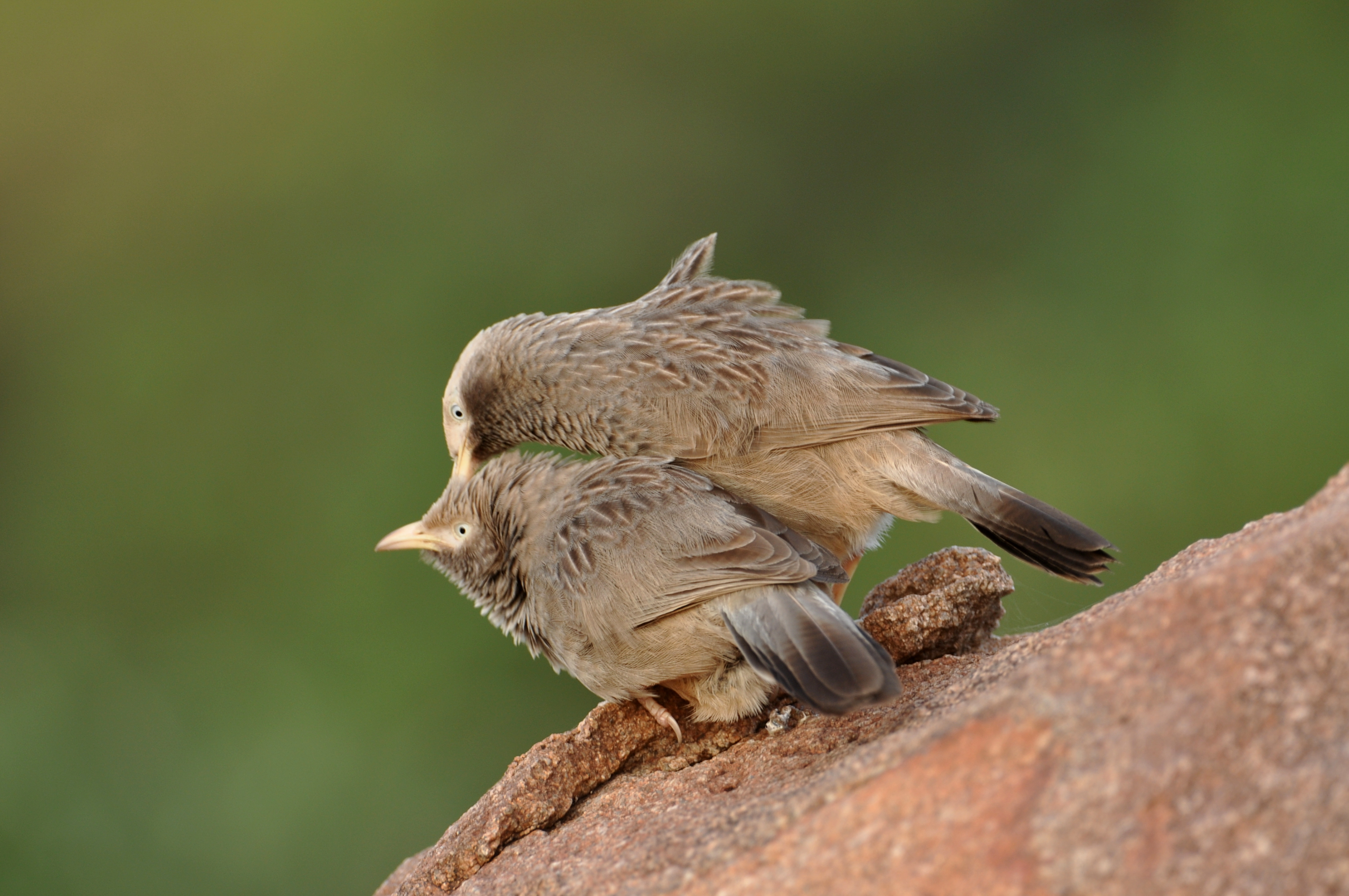
Empolainament mutu de tordencs becgroc

L'any 2010, els investigadors van determinar l'existència d'una forma d'empolainament social com a comportament de consol entre els corbs mitjançant una forma de contacte amb els espectadors, mitjançant la qual els corbs observadors actuarien per consolar una víctima angoixada mitjançant el contacte assegut, empolainament i tocar bec a bec.

### Cavalls
Els cavalls participen en l'empolainament mutu mitjançant la formació d'«enllaços de parella» on els paràsits i altres contaminants a la superfície del cos s'eliminen activament. Aquesta eliminació de materials estranys es realitza principalment en zones de difícil accés, com ara el coll, a través de la mossegada.

### Bovins
L'empolainament mutu és un comportament que s'observa habitualment en molts tipus de bovins, incloses les races lleteres i de carn. L'acte de llepar-se socialment es pot veure específicament en bous joves per iniciar el domini social, emfatitzar la companyonia i millorar la higiene d'un mateix o dels altres. Aquest comportament observat als bous pot proporcionar avantatges, com ara la reducció de les càrregues de paràsits i de la tensió social. S'entén que l'empolainament social pot aportar beneficis a llarg termini com promoure emocions positives i un ambient relaxat.

## Efectes endocrins
S'ha demostrat que l'empolainament social està correlacionada amb els canvis en els nivells endocrins dels individus. Concretament, hi ha una gran correlació entre l'alliberament d'oxitocina del cervell i l'empolainament social. Es planteja la hipòtesi que l'oxitocina promou comportaments prosocials a causa de la seva resposta emocional positiva quan s'allibera. A més, l'empolainament social també allibera betaendorfines que promouen respostes fisiològiques en la reducció de l'estrès. Aquestes respostes poden produir-se a partir de la producció d'hormones i endorfines, o a través del creixement o la reducció de les estructures nervioses. Per exemple, en estudis de rates lletadores, les rates que van rebre calor i tacte quan s'alimentaven tenien nivells de pressió arterial més baixos que les rates que no van rebre cap contacte físic. Es va trobar que això era el resultat d'un augment del to del nervi vague, el que significa que havien tingut una resposta nerviosa parasimpàtica més alta i una resposta nerviosa simpàtica més baixa als estímuls, donant lloc a una resposta d'estrès més baixa. L'empolainament social és una forma d'activació sensorial innòcua. L'activació sensorial innòcua, caracteritzada per un contacte no agressiu, estimula una via neuronal completament separada de l'activació sensorial agressiva nòcua. Les sensacions innòcues es transmeten a través de la via dorsal-lemniscal medial.

### Oxitocina
L'oxitocina és una hormona peptídica coneguda per ajudar a expressar emocions socials com l'altruisme, que al seu torn proporcionen un mecanisme de retroalimentació positiva per als comportaments socials. Per exemple, estudis sobre ratpenats vampirs han demostrat que la injecció intranasal d'oxitocina augmenta la quantitat d'empolainament mutu que fan les femelles. L'alliberament d'oxitocina, que es troba estimulat per tocs positius (com ara l'empolainament mutu), olors i sons, pot proporcionar beneficis fisiològics per a l'individu; aquests beneficis poden incloure la relaxació, la curació i l'estimulació de la digestió.
També s'han trobat beneficis reproductius; estudis en rates han demostrat que l'alliberament d'oxitocina pot augmentar l'èxit reproductiu masculí. L'oxitocina té un paper important en la vinculació de la parella materna i es planteja la hipòtesi que promou un vincle similar en grups socials com a resultat dels bucles de retroalimentació positiva de les interaccions socials.

### Betaendorfines
L'empolainament estimula l'alliberament de betaendorfines, que és una raó fisiològica de l'efecte relaxant de l'empolainament. Les betaendorfines es troben a les neurones de l'hipotàlem i la glàndula pituïtària. Es troba que les betaendorfines són agonistes opioides. Els opioides són molècules que actuen sobre els receptors per afavorir la sensació de relaxació i reduir el dolor.
Un estudi en micos va trobar que els canvis en l'expressió d'opiacis al cos, que reflecteixen els canvis en els nivells de betaendorfines, influeixen en el desig d'empolainament social. Quan s'injecta amb bloquejos de receptors d'opiacis, que disminueixen el nivell de betaendorfines, es va observar que els micos responien amb un augment del desig de ser empolainats; per contra, el desig dels micos de ser empolainats es va reduir significativament quan se'ls va donar morfina. Tanmateix, els nivells de betaendorfines són difícils de mesurar en espècies animals, a diferència de l'oxitocina, que es pot mesurar mitjançant el mostreig de líquid cefalorraquidi i, per tant, no s'han relacionat tan fortament amb els comportaments socials.

### Receptors glucocorticoides
Els glucocorticoides són hormones esteroidals que es sintetitzen a l'escorça suprarenal i formen part del grup dels corticoides. Els glucocorticoides estan implicats en la funció immune i formen part del sistema de retroalimentació que redueix la inflamació. També participen en el metabolisme de la glucosa. Els estudis en macacos han demostrat que l'augment de l'estrès social produeix resistència als glucocorticoides, inhibint encara més la funció immune. Els macacos que van participar en l'empolainaments social van mostrar nivells reduïts de càrrega viral, la qual cosa apunta cap a una disminució dels nivells d'estrès social que va augmentar la funció immune i la sensibilitat als glucocorticoides.
A més, un estudi de 1997 va concloure que un augment de l'empolainament matern va donar lloc a un augment proporcional dels receptors de glucocorticoides al teixit objectiu de la rata neonatal. En l'estudi sobre rates neonatals, es va trobar que el nombre de receptors es va alterar a causa d'un canvi en les concentracions de serotonina i hormona estimulant de la tiroide. Un augment del nombre de receptors podria influir en la quantitat de retroalimentació negativa sobre la secreció de corticoesteroides i prevenir els efectes secundaris indesitjables d'una resposta a l'estrès fisiològic anormal. L'empolainament social pot canviar el nombre de receptors de glucocorticoides, cosa que pot augmentar la funció immune.
Els estudis també han demostrat que els papions mascles que participen més en l'empolainament social mostren concentracions de cortisol basal més baixes.
Els glucocorticoides fecals (fGC) són un metabòlit hormonal associat a l'estrès que es veu que està present en nivells més baixos en papions femelles amb xarxes d'empolainament més fortes i ben establertes. Quan els papions mascles potencialment infanticides emigren a un grup, es veu que els nivells de fGC de les femelles augmenten, cosa que indica un estrès més alt; tanmateix, les femelles amb parelles d'empolainament fiables i ben establertes tenen menys augment de la fGC que les que tenen xarxes d'empolainament més febles. Per tant, el suport social rebut d'una «amistat» ajuda els papions a gestionar l'estrès. De la mateixa manera, també es veu que els nivells de fGC augmenten en les femelles quan mor un «amic» proper; tanmateix, es veu que aquests nivells creixents de fGC disminueixen en les femelles que formen noves parelles d'empolainament, substituint els seus «amics» morts.

### Opioides
Els opioides endògens són molècules químiques produïdes en el cervell dels organismes que serveixen per crear sensacions de relaxació, felicitat i alleujament del dolor. En els primats, el riure i l'empolainament social desencadenen l'alliberament d'opioides al cervell, que es creu que forma i manté vincles socials. En un estudi realitzat en macacos rhesus, les femelles lactants amb nadons de 4 a 10 setmanes van rebre dosis baixes de naloxona, un antagonista opioide que bloqueja el receptor opioide i inhibeix els efectes dels opioides endògens. En comparació amb les femelles control, a les quals se'ls van donar solucions salines, les femelles de naloxona van empolainar menys els seus nadons i altres membres del seu grup. També es va observar que les femelles de naloxona eren menys protectores de les seves cries, cosa que no és característica de les noves mares. Aquesta disminució de les interaccions socials després de la injecció de naloxona suggereix que els antagonistes opioides interfereixen amb la participació de la mare en les accions socials, aquí, l'empolainament social. Per tant, es podria plantejar la hipòtesi que els nivells més alts d'opioides en les noves mares rhesus causen un augment dels nivells d'implicació social i de comportament matern, ajudant al desenvolupament i l'aprenentatge del nounat.

## Crítica als estudis citats
Sobretot, la principal crítica als estudis sobre l'empolainament social és que gairebé tots se centren en els primats, i un reduït ventall d'espècies dins dels mateixos primats. Com a resultat, la literatura no ofereix una idea completa de quina és la base cognitiva o conductual de l'empolainament social, ni descriu completament tots els seus efectes, positius o negatius. Fins i tot en espècies ben estudiades, pot ser que no s'hagin recollit totes les dades rellevants per a l'empolainament social.
En segon lloc, les dades de la majoria d'espècies es deriven a partir dels membres d'un sol grup. En els primats, el comportament dels quals és molt flexible en funció de les condicions socioambientals, això suposa un repte particular.
En tercer lloc, la majoria dels estudis són a curt termini i d'observació, de manera que el vincle directe entre l'empolainament social i els resultats de la condició física o l'elecció de parella no es pot estudiar directament com en els estudis directes o captius a llarg termini.